# Džigme Urgjän Wangčhug
Džigme Urgjän Wangčhug (dzongkha: འཇིགས་མེད་ཨོ་རྒྱན་དབང་ཕྱུག; * 19. března 2020, palác Lingkana) je druhé dítě bhútánského krále Džigmeho Khesara Namgjela Wangčhuga a jeho manželky, královny Džetsun Pemy. Po svém bratrovi, korunním princi Džigme Namgjal Wangčhugovi, je druhý v řadě následnictví na bhútánský trůn. Dne 17. prosince 2019 bylo oznámeno, že král a královna očekávají své druhé dítě, které se mělo narodit na jaře 2020. Dne 19. března 2020 oznámili král a královna na svém oficiálním účtu na Instagramu, že se v paláci Lingkana v Thimphu narodil jejich druhý syn. Dne 30. června 2020 královská rodina oznámila, že jejich druhému dítěti dali jméno Džigme Urgjän Wangčhug. Je znám jako Jeho královská Výsost Gyalsey (princ) Urgjän Wangčhug.

## Tituly a oslovení
- 19. března 2020 – současnost: Jeho královská Výsost princ Džigme Urgjän Wangčhug, Gyalsey (princ) bhútánský.